# 보조 영토 서비스

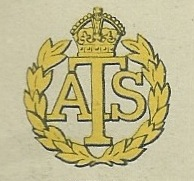
보조 영토 서비스의 로고

보조 영토 서비스(Auxiliary Territorial Service)는 제2차 세계 대전 당시 영국 육군의 여성 부대이다. 1938년 9월 9일 처음에는 여성의 자발적인 봉사 활동으로 결성되었으며 1949년 2월 1일까지 여성 왕립 육군 부대에 합병되었다.
ATS는 1917년 자원봉사로 결성된 여성보조군단(WAAC)에 뿌리를 두고 있다. 제1차 세계 대전 동안 그것의 구성원들은 점원, 요리사, 전화교환원, 그리고 웨이트리스를 포함한 많은 직업에서 복무했다. WAAC는 1921년 4년 후에 해체되었다.
제2차 세계대전 전에, 정부는 여성을 위한 새로운 군단을 설립하기로 결정했고, 여성 수송대(FANY)와 여성 군단의 한 부분인 영토군 (TA)의 구성원들을 포함하는 자문 위원회가 설립되었다. 그 위원회는 ATS가 영토군에 부속될 것이고, 복무하는 여성들은 남자 군인들의 3분의 2를 받을 것이라고 결정했다.
ATS에는 알렉산드라 여왕의 제국군간호대(QAIMNS)에 입대한 간호사, 육군에 직접 임관해 육군 계급을 보유한 의료 및 치과 장교, 그리고 자유 FANY로 알려진 FANY에 남아있는 여성을 제외한 모든 여성이 가입했다.

## 같이 보기
- 여성보조공군